# Oncacontias vittatus

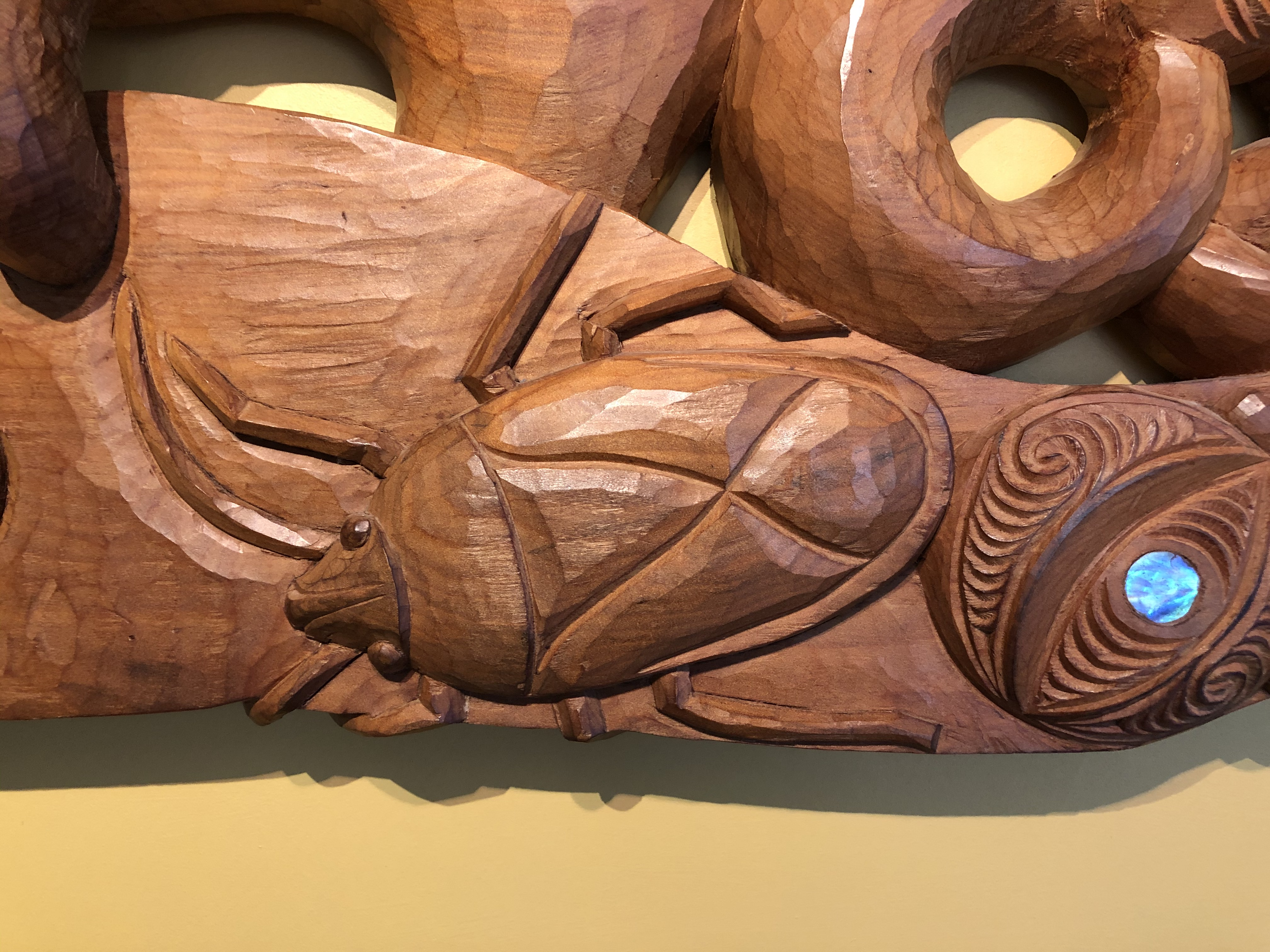
Клоп Oncacontias vittatus вырезан на паре — древесной перемычке над дверью общинного дома Wharenui народа маори из Новозеландской коллекции членистоногих в Окленде

Oncacontias vittatus (лат.) — вид клопов, единственный в составе рода Oncacontias Breddin, 1903 из семейства древесных щитников. Эндемики Новой Зеландии.

## Описание
Длина тела около 1 см (от 10 до 12 мм). От близких родов отличается следующими признаками: мезостернальный выступ не простирается назад между средними тазиками; плечевые углы переднеспинки не образуют никаких отростков, хотя и выходят за пределы оснований надкрылий; переднеспинка слегка наклонена; отверстие ароматической железы удлинённое, занимает две трети или более ширины метаплевры. Антенны 5-члениковые. Лапки состоят из двух сегментов. Щитик треугольный и достигает середины брюшка, голени без шипов.

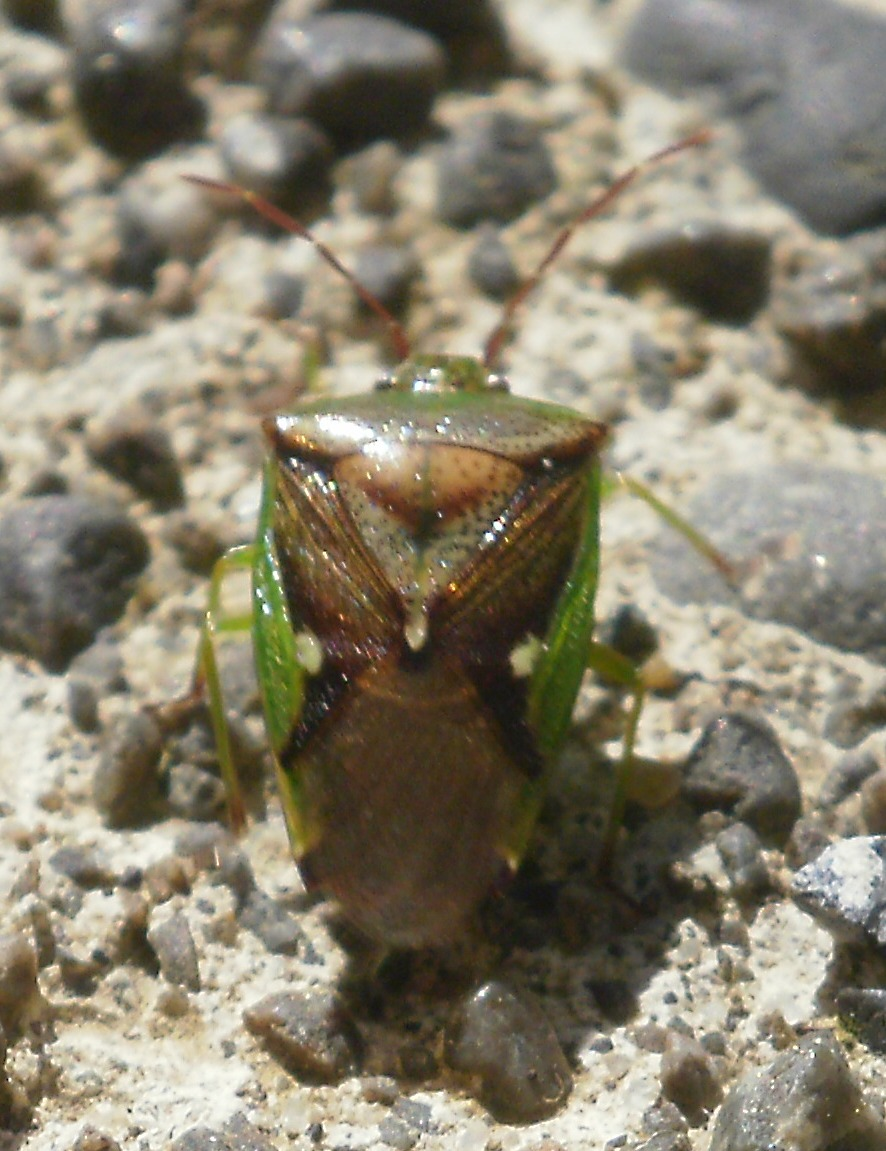
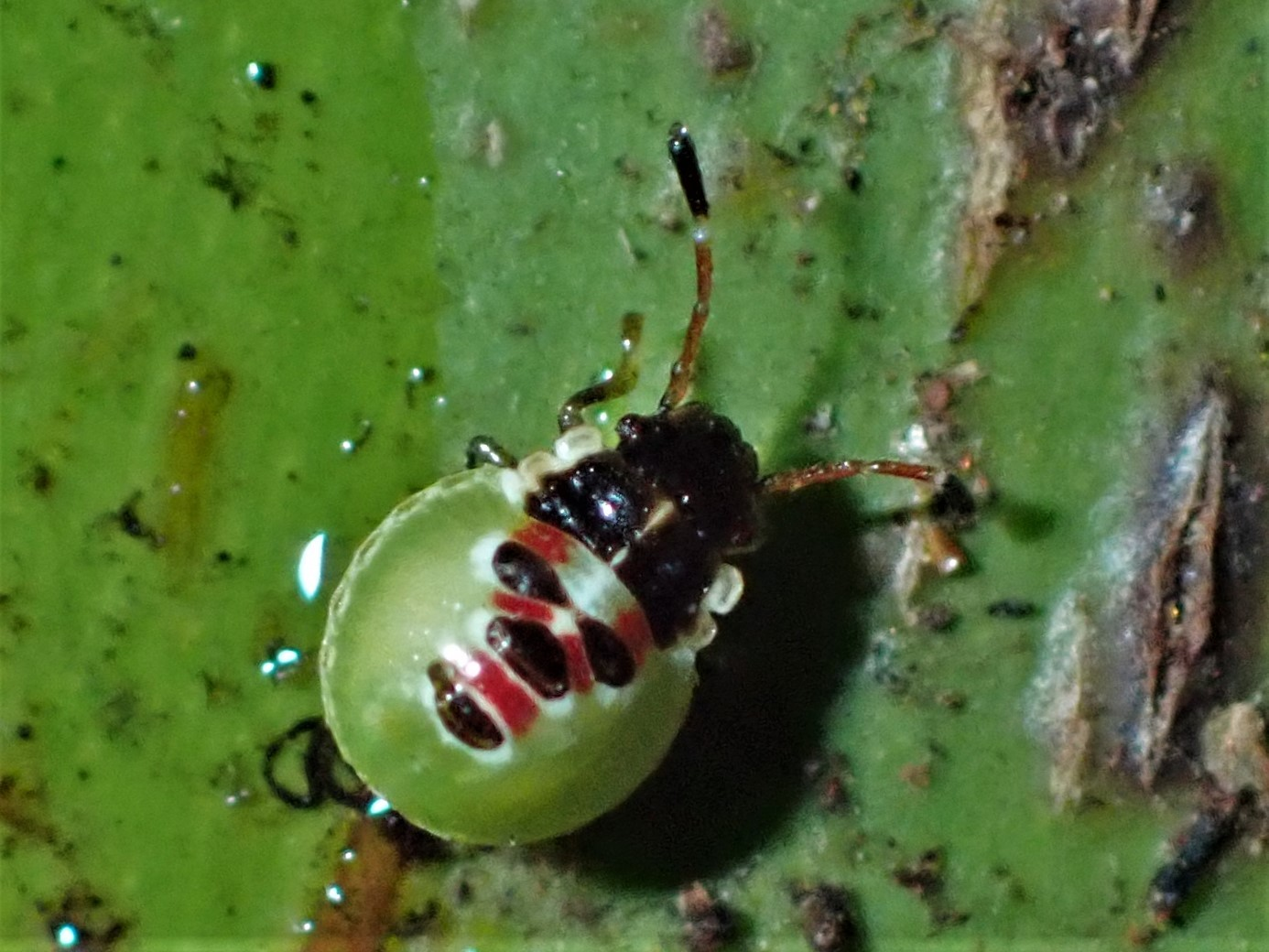
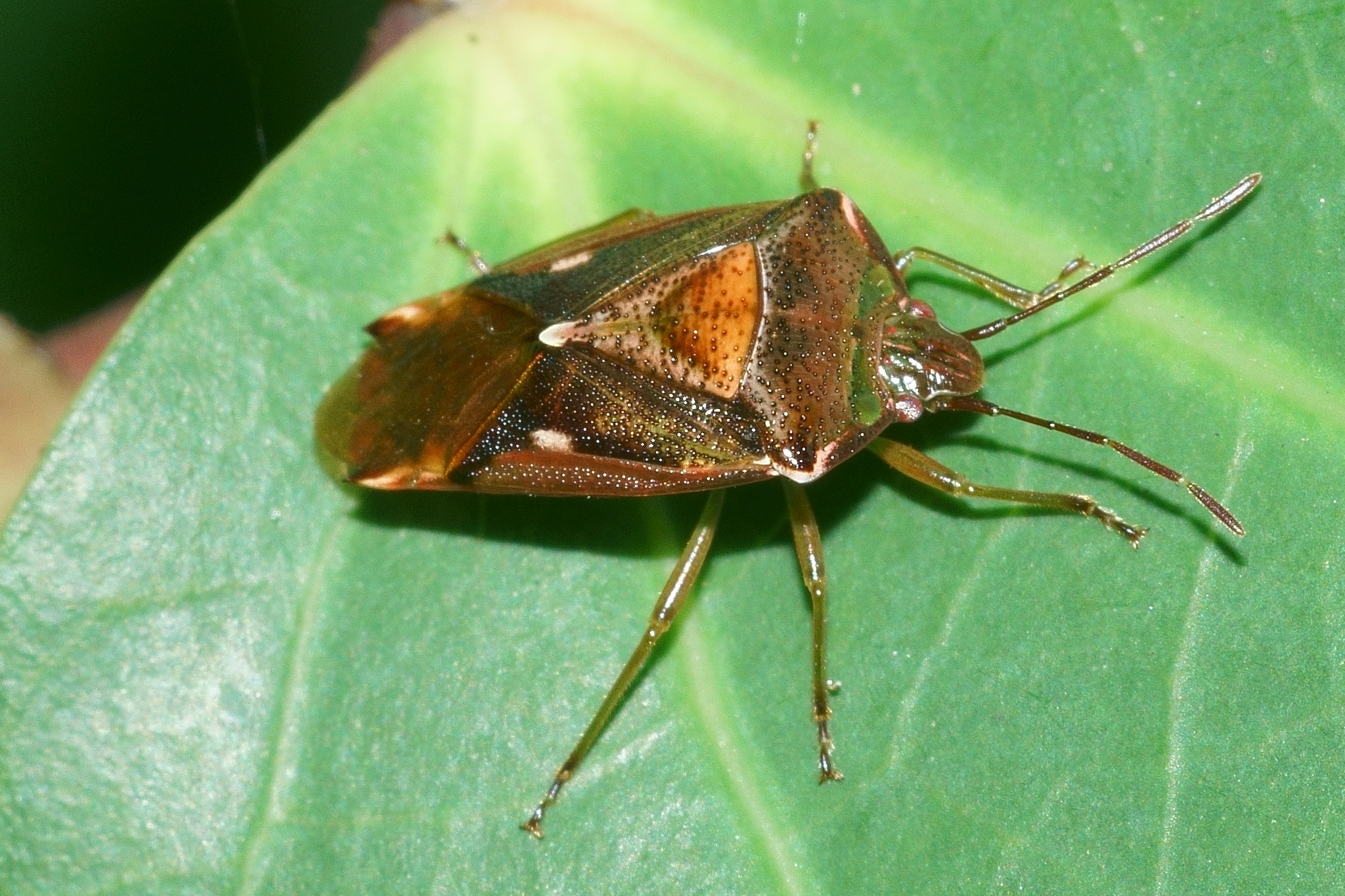

## Распространение и экология
Oncacontias vittatus широко распространён по всей Новой Зеландии и встречается от низменных высот до высокогорья. Отдельных особей можно встретить в различных типах местообитаний, таких как местные и экзотические леса, пастбища и берега рек. O. vittatus встречается в течение всего года, причем взрослые особи появляются с октября по январь. Взрослые особи собираются в листовой подстилке, мхе, под брёвнами и у основания растений. Они были найдены на различных растениях, включая Дакридиум кипарисовый, сосны, папоротники и деревья рода Нотофагус, однако сокососущие нимфы имеют более ограниченный рацион питания и встречаются на травах.

## Таксономия
Oncacontias vittatus, был впервые описан в 1781 году Иоганом Христианом Фабрициусом как Cimex vittatus. В 1851 году C. vittatus был перемещен в род Acanthosoma и переименован в Acanthosoma vittatum. В 1878 году A. vittatum был перемещен в род Anubis и переименован в Anubis vittatus. В 1903 году вид был вновь описан независимо как Oncacontias brunneipennis. В 1906 году Anubis vittatus был перемещен в род Oncacontias, а O. brunneipennis был признан синонимом O. vittatus.